# Ghorwe
Ghorwe (perski: قروه) – miasto w Iranie, w ostanie Kurdystan. W 2006 roku miasto liczyło 65 842 mieszkańców w 16 309 rodzinach.